# ハバル・ユニス・スルタン国
ハバル・ユニス・スルタン国 (ソマリ語: Saldanadda Habar Yoonis, アラビア語: سلطنة هبر يونس)は18世紀、アフリカの角の一部を支配したソマリ人の君主国であり、現在のソマリランドとエチオピアの広大なイサック氏族の一部であるハバル・ユニス支族の領域にまたがっていた。ハバル・ユニス・スルタン国ハバル・ユニス氏族のレル・アイナンシェ分家によって統治されていた。

## 歴史

### 建国
ハバル・ユニス・スルタン国の起源は17世紀、イサック 氏族がラファルーグでアブサメ支族を討伐した後、エイダガレのレル・グルド分家が建国したイサック・スルタン国にあると言われている。時が経つと、ハバル・ユニス支族が、そしてその後にはハバル・アワル支族とハバル・ジェロ支族がイサック・スルタン国を離脱し、ハバル・ユニス支族は先代の首長、アイナンシェ・ヘルシの息子であるスグレが率いる独自のスルタン国を形成したスルタンであるデリア・スグレはシェイク岬近郊に都となるワダン(ワラン)を建設し、町から税と行政を管理した。ベルベラ行きの大きな隊商がハバル・ユニスの領土をブラオ1からワダンへと通過し、デリアにとって有益な収入源となった

### 拡大とライーアド戦争

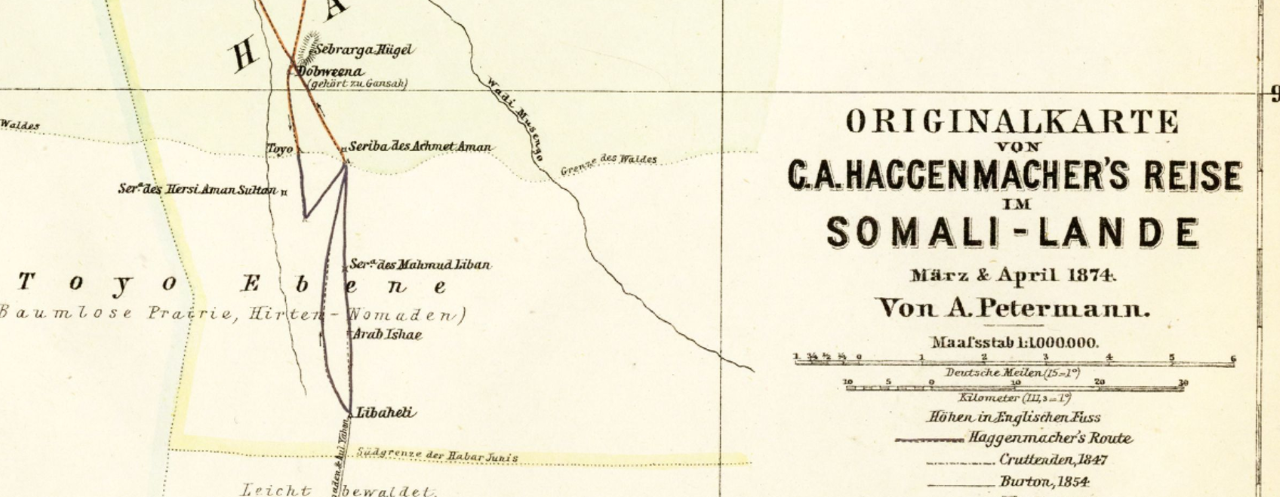
1874年のドイツの地図に示されたスルタン・ヘルシ・アマンの居場所

デリアの死に続いて、1850年、デリアの孫、 ヘルシ・アマンがハバル・ユニスの継承者となり、ハバル・ユニスは征服の時代を迎えた。ヘルシ・アマンはスグレ朝のバフ・マカヒル支系に属していた 1870年、ヘルシ・アマンはダロッド氏族とハウドに対してライーアド戦争を起こし、ソマリア史上最も知られた一連の詩、グバ連歌が生まれた。
スイスの探検家、ハゲンマッヘルはヘルシ・アマンに1873年に会い、ハゲンマッヘルの旅行時に起きた、ハウドの戦いでのハバル・ユニスの勝利について記述している。
ハバル・ユニスは多くの死傷者を出したものの、戦利品は非常に豊富であり、その数は少なくともラクダ一万頭と推定される
ハウドで起こったハロ・ディーグ(血の湖)の戦いでは勝利したハバル・ユニスがレル・ハロウン・オガデンのスルタンを捕縛し、双方には多くの死者が出た。捕縛されたスルタンはヘルシに自ら助けるべきだとの伝言を送ったが、ヘルシの回答は「Laba Gob Kii Beer Jilicsan Baa Jaba」意味は「二人の相対する者のうち、心優しき者は滅びるであろう」であり、捕縛されたスルタンは後に処刑された

### 第一次内戦
ヘルシ・アマンの大活躍と新たな領土の征服にもかかわらず、支配者としてのヘルシの権力の増大に対して、レル・スグレの他の支系は、ヘルシの歯止めのかからない主導力を恐れ、ヘルシに挑むようになった。同様にレル・スグレの有力者であり、長老、そして賢人のグレド・ハッジはスルタンのヘルシと対立することとなり、グレドの息子がヘルシの息子の一人に殺害される事件が発生した。ヘルシの息子は父親へ、グレドが子を失ったことに対して、伝統的な賠償金「マグ」をグレドに支払うよう懇願したが、ヘルシは傲慢にも息子をはねつけ、レル・スグレのバ・アワル分家（ヘルシの分家）とバホ・スグレ分家の間で全面的な対立が起こることになった。 

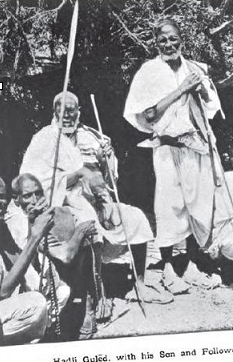
1906年のハッジ・グレド

スルタンのヘルシ自身は初期の衝突の後、戦死し、後に彼の指揮官であるワルサメも倒されることとなる。ワルサメの妹は息子のアリー、ヘルシや夫のゲイド、そして他の親族を失ったことの嘆きを、フィリップ・パウリッチェとロベッキ・ブリケッティがそれぞれ別々に記録したこの詩の中で述べている

| Calow gaydha waxa iigu wacan geeridaan qabo'e Caawaba gelin dhexaadkaan hadba gogosha taabtaaye Gamas baa ku dhacay aabahaa goraygii dheeraaye Gacmo jeedlaow Warsamaey gudurii siiyeene Gaashaan-cade Muxumed bay giringirsheen meele Maxamed Golaxley dhigeen geedkii Lebi-Cawle Xirsigi madaxa ahaa waa gawraceen gacal ha waayaane | O Ali, I lament the death of Geid my husband (your father) I often wake up in the middle of the night and feel his bed The good trick hit your father, who was as tall as a bouquet Warsame's strong arms have disheveled vultures Muhammad with the white shield rolled over like a wheel in the dust They threw the slender Muhammad into the thicket where the Spitz antelopes live They really did cut off Hersi's head (overthrew him); We have lost the leaders |
| —ワルサメの妹の嘆き | |

ヘルシの死後、レル・スグレが集合した。差し迫った問題はスルタンの死に対する賠償問題であった。もともと、この問題はグレド・ハッジの息子が殺されたことへの賠償金が支払われていないことであった。 レル・スグレは何も支払わず、紛争を終結させることを決定した
マシャメド・ブルシャンの詩はこの会議の特異な性質に触れている。

| Beenowdey Habar Yoonistii bu’aha waallayde Reer Sugulle gooddiga bankuu baarcaddii dhigaye Iyana baarax uma soo shiraan beri samaagiiye | The Habr Yunis who became false with their fighting talk The Rer Sugule at the edge of the open place put down the young ones They don't meet in an open place in good times |
| —Maxamed Bulxan Dal Dhammeeye | |

### 二人のスルタン時代

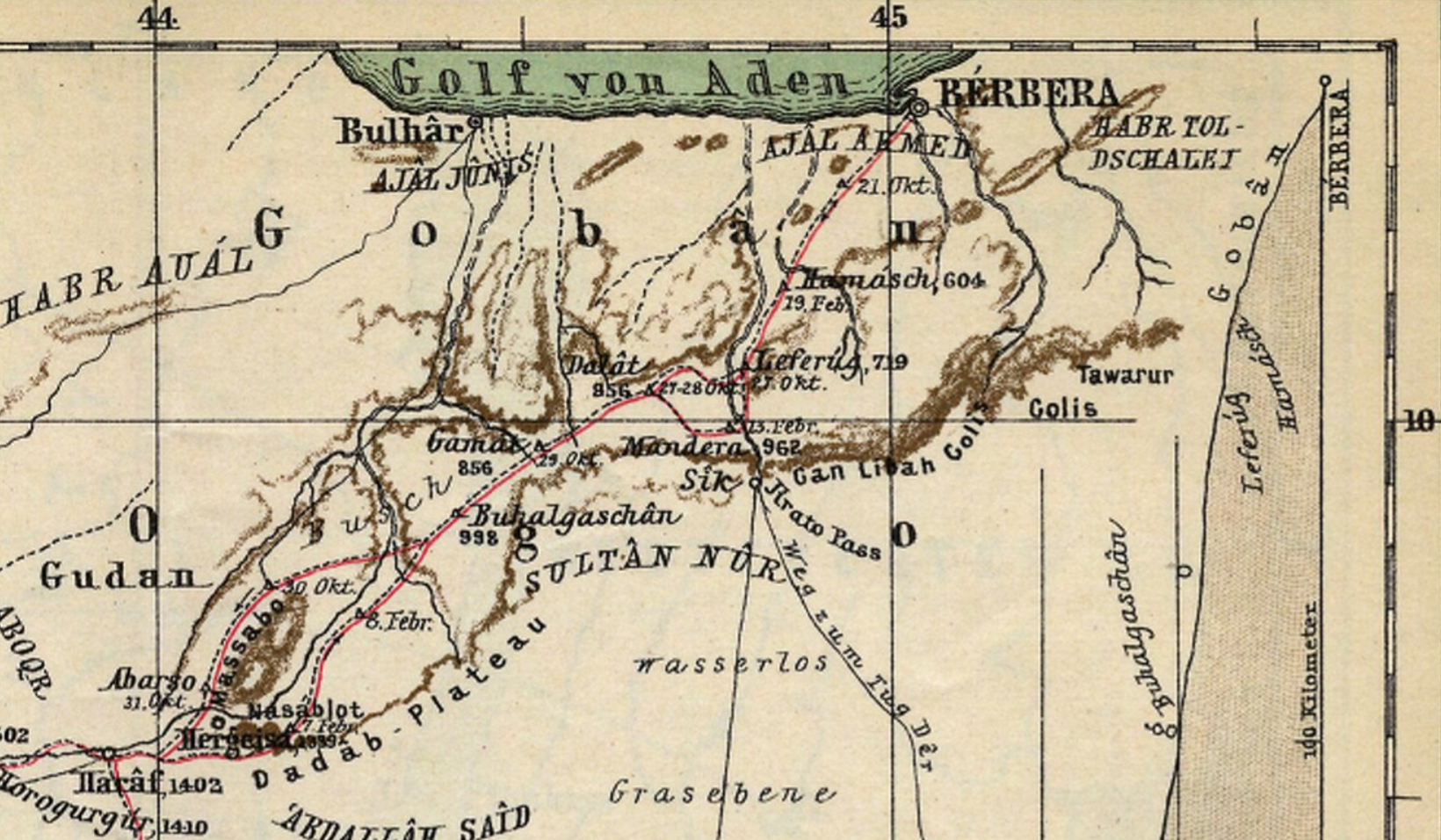
トゲアーのスルタン、ヌールの領域

スルタンだったヘルシ・アマンの死後、バハ・デリア分家とバハ・マカヒル分家がスグレ朝のスルタン位を争い、これはハバル・ユニス支族を二分した。バハ・デリア分家はグレド・ハッジに率いられ、スルタン、デリア・スグレの生き残りの息子、アワド・デリアを戴き、バハ・マカヒルはヘルシ・アマンの甥で若いムッラーでもあるヌール・アフメド・アマン を戴いた。 ヌールは当初、不安がり、スルタンになるよりもムッラーとしての生活を好んだ。
1884年に設立された英領ソマリランド保護領によりハバル・ユニスが水を差されるということはなく、保護領は大部分が未だ首都であるベルベラと海岸部に寄っていた 二人のスルタンは長らく戦争に明け暮れて、スルタン国の領域は分断された。アワドは自身が選んだ首都ブラオからスルタン国を支配し、ヌールはトゥーヨ平原とオードウェイネから支配した
1884年にブラオのアワドのスルタン国を訪れたフランク・リンスリー・ジェームスは二人のスルタンが対立する状況を目撃している。フランクはハバル・ユニス地域の政治状況や、対立する二つのレル・スグレ分家やその同盟者であるハバル・ユニスの支族らの間で頻発する襲撃について記述している。
偉大なハバル・ゲルハッジ支族は二つの対立する派閥に分かれていたようであり、一方はアワドに、もう一方はアワドの従兄弟、ヌールに忠誠を誓っていたようだ。この二つのスルタンの間でハバル・ユニスは均等に分割されて、境界では戦争やその噂、家畜への襲撃、殺人の試みが絶えない場となった
ハバル・ゲルハッジは以前は一人のスルタンに支配され、非常に強力であり、オガデンに頻繁に襲撃を行っていたが、スルタンの死後アワドとヌールの間で国は分割された
アワドはオガデンでリール・アリーに殺された。 これによりヌールがブラオで支配を確立し、ハバル・ユニス全体を支配することが可能となった。しかし、バハ・デリアはそれでも敗北を認めず、ヌールの死後はアワドの甥、マダル・ヘルシを後継者として選んだ ヌールはハバル・ユニスの「ヘール」 を招集し、ヘルシ・アマンの死後続く無益な内戦を続けるより、請求者のマダル・ヘルシとの紛争を解決するためくじ引きをすることに決めた。ヌールはくじに勝ち、マダル・ヘルシに補償として100頭のラクダを与え、無条件でハバル・ユニスのスルタンであることを宣言した。  一人のスルタン、ヌールの下でのハバル・ユニスの統一は数年後の1899年にダラーウィーシュ運動が結成されるまで続いた。

### ダラーウィーシュ時代初期

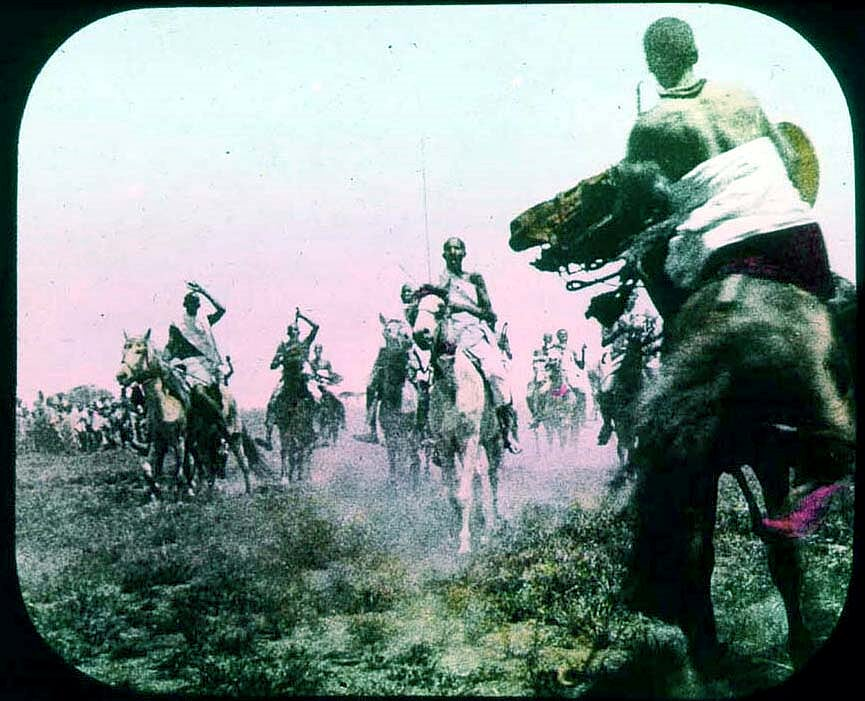
スルタン、ヌールとハバル・ユニスの騎兵、1896年

スルタン・ヌールはベルベラでの騒乱の立役者であり、ベルベルてカトリックのフランス人宣教師がソマリ人の子供らを改宗させたという有名な話を語った男であった。ジェームス・ヘイズ・サドラー総領事によれば、この知らせはハバル・ユニスのスルタン・ヌールによって広められたか、または捏造された。ヌールの以前の宿敵であり、スルタン位を狙うマダル・ヘルシはコブ・ファルドドのムッラーに協力し、以前にハバル・ユニスの一部に略奪された家畜を取り戻し、そして、特にそこのムッラー、サイイド・ムハンマド・アブドゥラー・ハッサンの援助を受け、この話は再燃した1899年7月、ウードウェインを訪れたヌールは西部ハバル・ユニス支族の大「ヘール」を招集し、新たに出現したダラーウィーシュ運動への参加を呼びかけ、西方のハバル・ユニス支族が拒否すれば、ヌールはブラオへと向かい、東部のハバル・ユニス支族を結集させることに成功した。ダラーウィーシュは1899年9月1日、ブラオから宣戦布告した マダルは即座にイギリス当局から合法なスルタンであると承認され、ダラーウィーシュ戦争の間、ハバル・ユニス支族の西部を管理した。

### 英領ソマリランドへの編入
ヌールはその後もダラーウィーシュ運動の中心人物として深く関わり、1905年のイリグ条約調印時には現在のヌガールの広大な土地と、エイル港をイタリアが使用することを認めた主要な調印者の一人となった
ヌールが1907年に死ぬと、ダラーウィーシュ運動の本拠地であったタレーに埋葬され、ヌールの息子であるドラル・ヌールはダラーウィーシュのハバル・ユニス支族によって戴かれたが、ドラルは1907年に早世し、後継者を残さなかったためにハバル・ユニス支族はより強力で力あるマダル・ヘルシが競争者なしにスルタンとなった 内陸部でのダラーウィーシュへのイギリスの介入が広まり、事実上の独立状態であった内陸部の氏族はイギリスの管理下に置かれ、ハバル・ユニス・スルタン国は終焉を迎えた。

## 経済

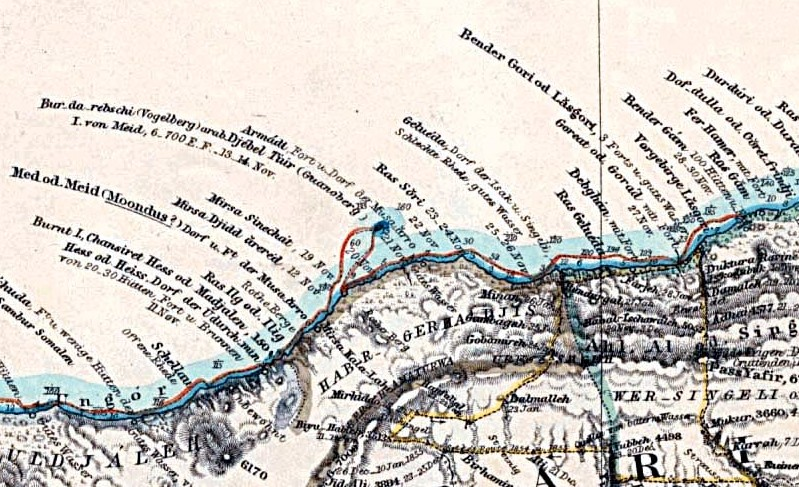
ダーロ山脈とサナーグ海岸の地図。 1860年、メイドに入植したムーサ・アッレーフ(ハバル・ユニス)を示している

ハバル・ユニス・スルタン国は強力な経済力を持ち、ジェラト峠とシェイク峠からハウドとオガデンへと通じる、主要港ベルベラへの2つの隊商路を支配していた。重要な都市であるブラオの貿易は、ハバル・ユニス支族のシャルマルケ・アリー・サレーがベルベラとゼイラの首長としての地位を確立した時期に、重要で強固なものとなった
ハバル・ユニス東部は海岸への道やいくつかのハバル・ユニス自ら領有する独自の港があった。ハバル・ユニスの人々はメイドとハルシャウの南の山岳で多くの乳香を生産していた。アラブ人やバニャンの商人は、ベルベラやゼイラなどの大きな港に向かう前に、商売のためにメイドを訪れた メイドは大きな皮の輸出拠点として傑出しており、ベルベラと連絡しながら、普段よりダウ船による貿易が大規模に行われていた 他のソマリア北部の人々やイサック氏族と同様、ハバル・ユニスもイエメンの重要な貿易相手であり、1877年にフレデリック・ハンターが貿易について記録している
ハバル・ゲルハッジ族のソマリ人は羽毛、没薬、ガム、羊、牛、そしてギーを携えてオガデンからやってきて、交易して持ち帰って行く。彼らはまた、季節に4度旅をし、 1ヶ月弱滞在する。滞在中は部族の仲間と共に過ごし、モクバザ(食事処)で食事を摂る

## 行政
ハバル・ユニスのスルタンは同盟関係にあるアキルや、広い氏族の中での様々な支族の指導者を通じ、敵との戦いでハバル・ユニスを率い、間接的にも直接的にも権力を行使した。ハバル・ユニスのスルタンは交易をしっかりと把握して、領土を通過する商人から安定した税金を徴収するために隊商路に沿ったワダンや後にはブラオを選んだ 新たな情報は交易路を通り、ソマリ人は情報通の傾向があるため、スルタンは起こったことをよく把握できたと思われる。探検家のリチャード・バートンは1854年にハラールを旅し、地元のソマリ人から進行中であったクリミア戦争の最新の情勢を聞いたという 首都のワダンとブラオは商人にとっても、遊牧民にとっても重要な水場として機能し、ハウドやオガデン地域からベルベラへの整然とした交易には、ここへの道が極めて重要であった 現在のスルタンであるオスマン・アリーによれば、スルタンの長男が正当な後継者であるが、スルタンの要件を満たさない場合、別の息子をスルタンに選出することが可能である。スルタンは信心深く、雄弁で、勇気あり、 子をよく作る者でなければならない。ハバル・ユニスの下位支族の40人の有力な長老からなる「グールティ」がこの後継者の選定をするために来る スルタンはハバル・ユニスに課せられた家畜の年貢、「サード」を受け取る オスマン・アリーによると、スルタンは福祉の一つの形態としてハバル・ユニスの間で家畜を恵まれない人々や困窮する人々に分配した

## 支配者
ハバル・ユニス・スルタン国には歴代8人のスルタンがおり、スルタン制は現在も継続している。 バハ・デリアが率いる紛争は未だ完全には解決していない。バハ・デリアの現スルタン、オスマン・アリー・マダルはハバル・ユニスのスルタンと見做されているが、バハ・マカヒルはスルタン位の請求者を維持している
|   | 名前                                                 | 統治の始まり | 統治の終わり |
| - | ---------------------------------------------------- | ------------ | ------------ |
| 1 | アイナシャ・ヘルシ (伝統的な首長)                    |              |              |
| 2 | スルタン・スグレ・アイナシャ (最初のスルタン)        |              |              |
| 3 | スルタン・ディリイェ・スルタン・スグレ・アイナシャ   |              |              |
| 4 | スルタン・ヘルシ・アマン・スルタン・ディリイェ       |              |              |
| 5 | スルタン・ヌール・アフメドアマンスルタン・ディリイェ |              |              |
| 6 | スルタン・アワド・スルタン'・ディリイェ              |              |              |
| 7 | スルタン・ドラル・スルタン・ヌール                   |              |              |
| 8 | スルタン・マダル・ヘルシ・スルタン・ディリイェ       |              |              |

## 現在
ハバル・ユニスでは、伝統的な氏族制度と統率は、英領ソマリランド時代から現代まで存続している。レル・アイナシェのスルタンは、もはや広大な領土を支配しておらず、ハバル・ユニスの下位支族にはそれぞれ独自のスルタンが存在するものの、ハバル・ユニスの指導者として認められているスルタン位は存続している現在のスルタンはオスマン・アリー・マダルであり、現代ソマリランドの社会問題に積極的に取り組む人物である